# Taraka hamada
Taraka hamada är en fjärilsart som beskrevs av Druce 1875. Taraka hamada ingår i släktet Taraka och familjen juvelvingar. Inga underarter finns listade i Catalogue of Life.

## Bildgalleri

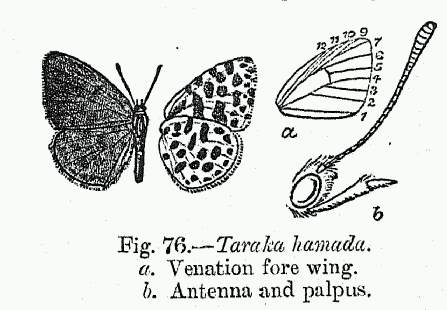
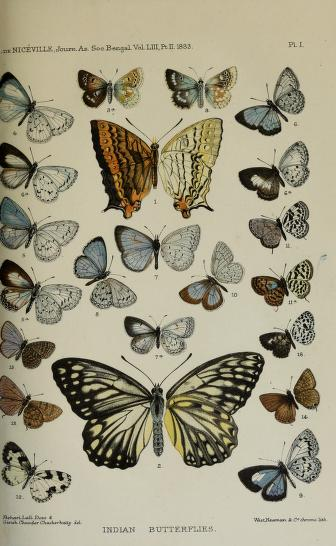